# Piet Oellibrandt
Petrus "Peet" Oellibrandt (Beveren-Waas, 1 december 1935 – 15 juni 2014) was een Belgisch wielrenner. Hij was beroepsrenner van 1958 tot 1967. Naast wegwielrenner was hij ook actief als baanwielrenner.

## Belangrijkste overwinningen
Oellibrandt won 40 wedstrijden als beroepsrenner. Hieronder de belangrijkste resultaten:
- 1959:  Belgisch kampioenschap wielrennen voor elite.
- 1960-1962-1963: Scheldeprijs in Schoten.
- 1960-1961-1962: Belgisch kampioenschap achtervolging op de baan.
- 1961: Omloop Mandel-Leie-Schelde.

## Resultaten in voornaamste wedstrijden
| Jaar | Milaan-San Remo | Ronde van Vlaanderen | Parijs-Roubaix | Luik-Bast.‑Luik | Ronde van Lombardije | Parijs-Tours | Scheldeprijs |  | WK op de weg |
| ---- | --------------- | -------------------- | -------------- | --------------- | -------------------- | ------------ | ------------ |  | ------------ |
| 1958 | 134e            | 17e                  | 39e            |                 |                      | 28e          |              |  |              |
| 1959 | 12e             | 12e                  | 22e            |                 | 21e                  | 51e          |              |  | 27e          |
| 1960 | 49e             | 56e                  | 28e            | 18e             |                      | 11e          | Goud         |  |              |
| 1961 | 115e            |                      | 81e            |                 |                      | 102e         |              |  |              |
| 1962 |                 | 24e                  |                |                 |                      |              | Goud         |  |              |
| 1963 |                 |                      |                |                 |                      |              | Goud         |  |              |